# Следствие закончено, забудьте
«Следствие закончено, забудьте» — итальянский фильм  1971 года режиссёра Дамиано Дамиани, криминальная драма.
По мотивам романа Лероса Питтони «За тюремной решеткой».

## Сюжет
Архитектора Джованни Ванци (Франко Неро) несправедливо обвиняют в том, что он якобы сбил человека на пешеходном переходе. Крыло его машины помято и есть свидетель, который видел его машину рядом с местом трагедии. На время следствия арихтектора помещают в тюрьму.
В ней он знакомится с её обитателями — матерыми уголовниками, убийцами, сумасшедшими, жестокими надзирателями и крупным чиновником Сальваторе Роза, который сел, чтобы прикрыть махинации своих начальников (но и здесь этот человек чувствует себя королем). Там же Ванци знакомится и с заключенным Пезенти, интеллигентным человеком, отбывающим срок за рукоприкладство, а на самом деле упрятанным в тюрьму крупными дельцами, чтобы заставить его замолчать об их махинациях. В тюрьме Ванци убеждается, что там — те же порядки, что и за её стенами: неравенство людей, подкуп, господство мафии. Имея в распоряжении деньги, Ванци на какое-то время даже удается сбежать в тюремную больницу, где он чувствует себя в безопасности, и даже утешается в обществе проститутки, а через некоторое время его возвращают в камеру.
Не выдержав издевательств сокамерников (прежде всего, убийцы по имени Биро, имеющего пожизненный срок за многочисленные убийства), Ванци обращается за помощью к Сальваторе Розе, который как будто бы идет ему навстречу. За скандал с надзирателями Ванци попадает в карцер, после чего по выходе из него хитрый Роза без труда ломает Ванци, заставляя его сотрудничать, и Ванци подсаживают в камеру к Пезенти. Его враги готовы на всё ради того, чтобы этот человек замолчал, ибо он обладает неоспоримыми доказательствами их вины в гибели тысячи человек на строительстве плотины. Ванци быстро сходится с интеллигентным заключенным, с которым у него, на первый взгляд, много общего, и даже спасает его от помещения в психиатрическую больницу. Постепенно Ванци понимает, что он марионетка в невидимых и могущественных руках и что его используют для ликвидации последнего свидетеля этих злодеяний…
На его глазах члены мафии зверски расправляются с Пезенти, отказывавшимся скрыть имена крупных дельцов, виновников катастрофы. Роза без особого труда убеждает насмерть запуганного Ванци засвидетельствовать самоубийство инженера, и вскоре Ванци выходит на свободу.
В финале картины беззаботный Ванци едет в автомобиле с друзьями на яхту, и видит перед собой дочь Пезенти, которую он видел на фото у Пезенти. Девушка говорит, что не верит в самоубийство отца, но Ванци, вновь испытавший ужас от пережитого, говорит ей, что это было самоубийство, и поспешно прощается.

## Актёры
- Франко Неро — Джованни Ванци
- Жорж Вильсон — Камполони
- Джон Стайнер — Биро
- Риккардо Куччолла — Пезенти
- Ферруччо Де Череза — директор тюрьмы
- Антонио Казале
- Симона Санто
- Даниэле Дублино
- Тури Ферро
- Пьеро Нути

## Съёмочная группа
- режиссёр	— Дамиано Дамиани
- сценарий	— Дамиано Дамиани, Массимо Де Рита, Ардуино Майури
- продюсер	— Марио Чекки Гори
- оператор	— Клаудио Рагона
- композитор	— Эннио Морриконе
- художник	— Умберто Турко, Марилу Картени
- монтаж	— Антонио Сичильяно

## Прокат
Премьера:
27 октября 1971 в Италии, март 1974 — СССР.